# EF英語能力指数
- 600以上（とても高い）
- 599 – 575（高い）
- 574 – 550（高い）
- 549 – 525（中程度）
- 524 – 500（中程度）
- 499 – 475（低い）
- 474 – 450（低い）
- 449 – 425（とても低い）
- 424 – 400（とても低い）
- 400以下（とても低い）
- データなしまたは英語圏

2023年の世界の英語力のレベルを表した世界地図：

EF英語能力指数（EF EPI）は、EF試験を受験した成人の英語力の平均の国ごとのランキングを示そうとする試みである。指数は代表抽出調査ではなく、自主的に受験した者の調査結果に基づいている。エコノミスト誌が述べるには、「これは統計的に制御された研究ではなく、調査対象者は無料の試験をオンラインで自発的に受ける。その性質上、調査対象者はインターネットに接続しており、英語力の試験に興味があり、人口全体と比べると若年層、都市部の者が多い。」
この指数は、国際教育会社のEF Education Firstの製品であり、インターネットにより無料で提供される英語の試験によって集められた統計から結論を得ている。2012年、170万人の受験者により初めてオンライン調査結果が公表され、直近の第6版は2016年11月に公表された。

## 方法
EF EPIの第6版は、2015年の95万人の受験者のデータから算出された。受験者は自主的に受けるもので、その属性については集計されない。この試験はEF社により広報などのために用いられている。第6版では69か国と3地域が出ている。ランキングに含まれるためには、国あたり最低400人の受験者が必要とされる。

## 結果
報告書は国ごとのランキング表、英語能力と相関するその他の社会経済的な要因に関して図表を用いた分析の数ページ、そしてそれぞれの地域の分析から成っている。2016年の報告と、それに付随する国ごとの状況報告は、性別、年齢別、国内の地域別、また都市別の英語能力の段階を含んでいる。EF社のウェブサイトにはレポートの一部が掲載され、多くの国や地域における英語能力の分析がなされている。

### 主な結論
- 人口当たりの輸出、国民総所得、イノベーションは、すべて英語能力と正の相関を示す。
- 英語能力の段階は国によって異なる変化の傾向を示しており、英語能力が落ちている国もある。
- ヨーロッパが全体として最も英語能力が高く、中東が最も低い。
- 女性は男性よりも英語能力が高い。

## 2019年の順位
以下は、2018年のデータに基づき2019年に公表された最新の国別の順位、スコア、英語能力である。
| 2019年の順位 | 国名             | 2019年のスコア | 2019年の英語能力レベル |
| ------------ | ---------------- | -------------- | ---------------------- |
| 1            | オランダ         | 70.27          | とても高い英語能力     |
| 2            | スウェーデン     | 68.74          | とても高い英語能力     |
| 3            | ノルウェー       | 67.93          | とても高い英語能力     |
| 4            | デンマーク       | 67.87          | とても高い英語能力     |
| 5            | シンガポール     | 66.82          | とても高い英語能力     |
| 6            | 南アフリカ       | 65.38          | とても高い英語能力     |
| 7            | フィンランド     | 65.34          | とても高い英語能力     |
| 8            | オーストリア     | 64.11          | とても高い英語能力     |
| 9            | ルクセンブルク   | 64.03          | とても高い英語能力     |
| 10           | ドイツ           | 63.77          | とても高い英語能力     |
| 11           | ポーランド       | 63.76          | とても高い英語能力     |
| 12           | ポルトガル       | 63.14          | とても高い英語能力     |
| 13           | ベルギー         | 63.09          | とても高い英語能力     |
| 14           | クロアチア       | 63.07          | とても高い英語能力     |
| 15           | ハンガリー       | 61.86          | 高い英語能力           |
| 16           | ルーマニア       | 61.36          | 高い英語能力           |
| 17           | セルビア         | 61.30          | 高い英語能力           |
| 18           | ケニア           | 60.51          | 高い英語能力           |
| 19           | スイス           | 60.23          | 高い英語能力           |
| 20           | フィリピン       | 60.14          | 高い英語能力           |
| 21           | リトアニア       | 60.11          | 高い英語能力           |
| 22           | ギリシャ         | 59.87          | 高い英語能力           |
| 23           | チェコ           | 59.30          | 高い英語能力           |
| 24           | ブルガリア       | 58.97          | 高い英語能力           |
| 25           | スロバキア       | 58.82          | 高い英語能力           |
| 26           | マレーシア       | 58.55          | 高い英語能力           |
| 27           | アルゼンチン     | 58.38          | 高い英語能力           |
| 28           | エストニア       | 58.29          | 高い英語能力           |
| 29           | ナイジェリア     | 58.26          | 高い英語能力           |
| 30           | コスタリカ       | 57.38          | 中程度の英語能力       |
| 31           | フランス         | 57.25          | 中程度の英語能力       |
| 32           | ラトビア         | 56.85          | 中程度の英語能力       |
| 33           | 香港             | 55.63          | 中程度の英語能力       |
| 34           | インド           | 55.49          | 中程度の英語能力       |
| 35           | スペイン         | 55.46          | 中程度の英語能力       |
| 36           | イタリア         | 55.31          | 中程度の英語能力       |
| 37           | 韓国             | 55.04          | 中程度の英語能力       |
| 38           | 台湾             | 54.18          | 中程度の英語能力       |
| 39           | ウルグアイ       | 54.08          | 中程度の英語能力       |
| 40           | 中国             | 53.44          | 中程度の英語能力       |
| 41           | マカオ           | 53.34          | 中程度の英語能力       |
| 42           | チリ             | 52.89          | 中程度の英語能力       |
| 43           | キューバ         | 52.70          | 中程度の英語能力       |
| 44           | ドミニカ共和国   | 52.58          | 中程度の英語能力       |
| 45           | パラグアイ       | 52.51          | 中程度の英語能力       |
| 46           | グアテマラ       | 52.50          | 中程度の英語能力       |
| 47           | ベラルーシ       | 52.39          | 低い英語能力           |
| 48           | ロシア           | 52.14          | 低い英語能力           |
| 49           | ウクライナ       | 52.13          | 低い英語能力           |
| 50           | アルバニア       | 51.99          | 低い英語能力           |
| 51           | ボリビア         | 51.64          | 低い英語能力           |
| 52           | ベトナム         | 51.57          | 低い英語能力           |
| 53           | 日本             | 51.51          | 低い英語能力           |
| 54           | パキスタン       | 51.41          | 低い英語能力           |
| 55           | バーレーン       | 50.92          | 低い英語能力           |
| 56           | ジョージア       | 50.62          | 低い英語能力           |
| 57           | ホンジュラス     | 50.53          | 低い英語能力           |
| 58           | ペルー           | 50.22          | 低い英語能力           |
| 59           | ブラジル         | 50.10          | 低い英語能力           |
| 60           | エルサルバドル   | 50.09          | 低い英語能力           |
| 61           | インドネシア     | 50.06          | 低い英語能力           |
| 62           | ニカラグア       | 49.89          | 低い英語能力           |
| 63           | エチオピア       | 49.64          | 低い英語能力           |
| 64           | パナマ           | 49.60          | 低い英語能力           |
| 65           | チュニジア       | 49.04          | 低い英語能力           |
| 66           | ネパール         | 49.00          | 低い英語能力           |
| 67           | メキシコ         | 48.99          | 低い英語能力           |
| 68           | コロンビア       | 48.75          | 低い英語能力           |
| 69           | イラン           | 48.69          | 低い英語能力           |
| 70           | アラブ首長国連邦 | 48.19          | とても低い英語能力     |
| 71           | バングラデシュ   | 48.11          | とても低い英語能力     |
| 72           | モルディブ       | 48.02          | とても低い英語能力     |
| 73           | ベネズエラ       | 47.81          | とても低い英語能力     |
| 74           | タイ             | 47.61          | とても低い英語能力     |
| 75           | ヨルダン         | 47.21          | とても低い英語能力     |
| 76           | モロッコ         | 47.19          | とても低い英語能力     |
| 77           | エジプト         | 47.11          | とても低い英語能力     |
| 78           | スリランカ       | 47.10          | とても低い英語能力     |
| 79           | トルコ           | 46.81          | とても低い英語能力     |
| 80           | カタール         | 46.79          | とても低い英語能力     |
| 81           | エクアドル       | 46.57          | とても低い英語能力     |
| 82           | シリア           | 46.36          | とても低い英語能力     |
| 83           | カメルーン       | 46.28          | とても低い英語能力     |
| 84           | クウェート       | 46.22          | とても低い英語能力     |
| 85           | アゼルバイジャン | 46.13          | とても低い英語能力     |
| 86           | ミャンマー       | 46.00          | とても低い英語能力     |
| 87           | スーダン         | 45.94          | とても低い英語能力     |
| 88           | モンゴル         | 45.56          | とても低い英語能力     |
| 89           | アフガニスタン   | 45.36          | とても低い英語能力     |
| 90           | アルジェリア     | 45.28          | とても低い英語能力     |
| 91           | アンゴラ         | 44.54          | とても低い英語能力     |
| 92           | オマーン         | 44.39          | とても低い英語能力     |
| 93           | カザフスタン     | 43.83          | とても低い英語能力     |
| 94           | カンボジア       | 43.78          | とても低い英語能力     |
| 95           | ウズベキスタン   | 43.18          | とても低い英語能力     |
| 96           | コートジボワール | 42.41          | とても低い英語能力     |
| 97           | イラク           | 42.39          | とても低い英語能力     |
| 98           | サウジアラビア   | 41.60          | とても低い英語能力     |
| 99           | キルギス         | 41.51          | とても低い英語能力     |
| 100          | リビア           | 40.87          | とても低い英語能力     |

## 批判
EF EPIは、各国の代表抽出を行っていないことから批判されてきた。言語社会学者の寺沢拓敬は、重大な問題点として3点上げている。

- 代表性はない。EF社独自のオンライン英語力診断テストを受けた人の結果に過ぎない。（英語がよくできる人は「診断」テストを受けるはずがないし、まったくできない人・興味がない人も診断しようとは思わないわけで受けない）
- 数値が乱高下している。点数が毎年大きくブレており、この点からも信頼性の乏しさは一目瞭然である。（たとえば、EF英語能力指数によると、日本は2015年までは香港よりも英語ができる国だった。）
- 営利目的。このランキングは、EF社がプロモーションの一環としてやっているものであり、調査のために作られたものではない。

上記のように、このランキングは、国際比較調査ではなくテストスコアを集計したものを二次利用したものに過ぎない。ただし、英語能力の国際比較調査はほとんど存在しないこともあり、本ランキングを参照してしまう著者・記者もいる。

## 類似の調査
欧州委員会は「SurveyLang」と呼ばれる言語調査を行った。この調査では、15歳のヨーロッパの学生から代表サンプルを取って、外国語スキルを調ベるテストを行っている。13カ国の調査報告とデータセットは2012年6月に公開された。